# Bad Wimpfen
Bad Wimpfen är en stad och kurort som ligger vid floden Neckar i Landkreis Heilbronn i regionen Heilbronn-Franken i Regierungsbezirk Stuttgart i förbundslandet Baden-Württemberg i Tyskland. Folkmängden uppgår till cirka 8 000 invånare. Bad Wimpfen var 1803-1945 en hessisk exklav.